# (960) Биргит
960 Биргит — астероид главного пояса, открыт 1 октября 1921 года. Перед присвоением имени носила название 1921 KH.